# تيريل (تكساس)
تيريل (بالإنجليزية: Terrell)‏ هي مدينة أمريكية تقع في ولاية تكساس.تبلغ مساحة هذه المدينة 48.3 (كم²)،ويبلغ عدد سكانها 19527 نسمة حسب إحصاء سنة 2010 م. تشير إحصاءات سنة 2000م بأن الكثافة السكانية في هذه المدينة تقدر بـ(286.8) نسمة/كم2.

## التركيبة السكانية
حدّد مكتب تعداد الولايات المتحدة بيانات التركيبة السكانية لتيريل في تعداد الولايات المتحدة. في ما يلي، التركيبة السكانية حسب تعدادي 2000 و2010.

### تعداد عام 2000
بلغ عدد سكان تيريل 13,606 نسمة بحسب تعداد عام 2000، وبلغ عدد الأسر 4,605 أسرة وعدد العائلات 3,291 عائلة مقيمة في المدينة. في حين سجلت الكثافة السكانية 192.2 نسمة لكل كيلومتر مربع (497.8/ميل2). وبلغ عدد الوحدات السكنية 5,032 وحدة بمتوسط كثافة قدره 71.1 لكل كيلومتر مربع (184.1/ميل2).
وتوزع التركيب العرقي للمدينة بنسبة 55.36% من البيض و32.24% من الأمريكيين الأفارقة و0.36% من الأمريكيين الأصليين و0.56% من الأمريكيين ذوي الأصول الآسيوية و0.02% من سكان جزر المحيط الهادئ و9.74% من الأعراق الأخرى و1.73% من عرقين مختلطين أو أكثر و17.57% من الهسبانيون أو اللاتينيون من أي عرق.
بلغ عدد الأسر 4,605 أسرة كانت نسبة 41.8% منها لديها أطفال تحت سن الثامنة عشر تعيش معهم، وبلغت نسبة الأزواج القاطنين مع بعضهم البعض 47.4% من أصل المجموع الكلي للأسر، ونسبة 18.8% من الأسر كان لديها معيلات من الإناث دون وجود شريك، بينما كانت نسبة 5.2% من الأسر لديها معيلون من الذكور دون وجود شريكة وكانت نسبة 28.5% من غير العائلات. تألفت نسبة 25% من أصل جميع الأسر من عدة أفراد يعيشون في نفس المنزل ونسبة 10.8% كانت تتألف من شخص يعيش بمفرده يبلغ من العمر 65 عاماً أو أكثر. وبلغ متوسط حجم الأسرة المعيشية 2.77، أما متوسط حجم العائلات فبلغ 3.30.
بلغ العمر الوسطي للسكان 32.8 عاماً. وكانت نسبة 28.1% من القاطنين تحت سن الثامنة عشر، وكانت نسبة 9.3% بين الثامنة عشر والرابعة والعشرين عاماً، ونسبة 26.1% كانت واقعةً في الفئة العمرية ما بين الخامسة والعشرين والرابعة والأربعين عاماً، ونسبة 19.2% كانت ما بين الخامسة والأربعين والرابعة والستين، ونسبة 11% كانت ضمن فئة الخامسة والستين عاماً فما فوق. يوجد لكل 100 أنثى 92.2 ذكر، ويوجد لكل 100 أنثى في الثامنة عشر من عمرها فما فوق 86.8 ذكر.
بلغ متوسط دخل الأسرة في المدينة 33,036 دولارًا، أما متوسط دخل العائلة فبلغ 40,148 دولارًا. وكان متوسط دخل الذكور 29,826 دولارًا مقابل 21,753 دولارًا للإناث. وسجل دخل الفرد الخاص بالمدينة 16,405 دولارًا. وكانت نسبة 15.7% من العائلات ونسبة 19.7% من السكان تحت خط الفقر، وكان من هؤلاء نسبة 28.3% تحت سن الثامنة عشر ونسبة 13.9% في الخامسة والستين من العمر وما فوق.

### تعداد عام 2010
بلغ عدد سكان تيريل 15,816 نسمة بحسب تعداد عام 2010، وبلغ عدد الأسر 5,485 أسرة وعدد العائلات 3,819 عائلة مقيمة في المدينة. في حين سجلت الكثافة السكانية 223.5 نسمة لكل كيلومتر مربع (578.9/ميل2). وبلغ عدد الوحدات السكنية 6,113 وحدة بمتوسط كثافة قدره 86.4 لكل كيلومتر مربع (223.8/ميل2).
وتوزع التركيب العرقي للمدينة بنسبة 56.95% من البيض و27.42% من الأمريكيين الأفارقة و0.58% من الأمريكيين الأصليين و0.52% من الأمريكيين ذوي الأصول الآسيوية و0.01% من سكان جزر المحيط الهادئ و11.83% من الأعراق الأخرى و2.69% من عرقين مختلطين أو أكثر و25.59% من الهسبانيون أو اللاتينيون من أي عرق.
بلغ عدد الأسر 5,485 أسرة كانت نسبة 39.3% منها لديها أطفال تحت سن الثامنة عشر تعيش معهم، وبلغت نسبة الأزواج القاطنين مع بعضهم البعض 43.2% من أصل المجموع الكلي للأسر، ونسبة 20.7% من الأسر كان لديها معيلات من الإناث دون وجود شريك، بينما كانت نسبة 5.7% من الأسر لديها معيلون من الذكور دون وجود شريكة وكانت نسبة 30.4% من غير العائلات. تألفت نسبة 25.6% من أصل جميع الأسر من عدة أفراد يعيشون في نفس المنزل ونسبة 10.2% كانت تتألف من شخص يعيش بمفرده يبلغ من العمر 65 عاماً أو أكثر. وبلغ متوسط حجم الأسرة المعيشية 2.74، أما متوسط حجم العائلات فبلغ 3.30.
بلغ العمر الوسطي للسكان 33.5 عاماً. وكانت نسبة 27.6% من القاطنين تحت سن الثامنة عشر، وكانت نسبة 10.5% بين الثامنة عشر والرابعة والعشرين عاماً، ونسبة 26.3% كانت واقعةً في الفئة العمرية ما بين الخامسة والعشرين والرابعة والأربعين عاماً، ونسبة 23.1% كانت ما بين الخامسة والأربعين والرابعة والستين، ونسبة 12.6% كانت ضمن فئة الخامسة والستين عاماً فما فوق. وتوزع التركيب الجنسي للسكان بنسبة 47.4% ذكور و52.6% إناث.

## أعلام
- جيرالد هاريس
- هانك غريفين
- ماري لافينيا غريفيث
- راندي سنو
- دوك هايز
- بادي يونغ
- أدريان فيليبس
- روجر جنسن
- جيمي هاريس